# Coulandon
Coulandon – miejscowość i gmina we Francji, w regionie Owernia-Rodan-Alpy, w departamencie Allier.

## Demografia
Według danych na rok 1990 gminę zamieszkiwały 554 osoby, a gęstość zaludnienia wynosiła 32 osoby/km². W styczniu 2015 r. Coulandon zamieszkiwało 766 osób, przy gęstości zaludnienia wynoszącej 44,3 osób/km².